# Toimi Alatalo
Toimi Alatalo (4 aprile 1929 – 28 aprile 2014) è stato un fondista finlandese.

## Palmarès

### Olimpiadi invernali
- Oro a Squaw Valley 1960 nella staffetta 4x10 km.